# Raúl Muñoz (Fußballspieler, 1975)
Raúl Muñoz, mit vollständigem Namen Raúl Andrés Muñoz Mardones, (* 27. Mai 1975 in Curicó) ist ein ehemaliger chilenischer Fußballspieler. Der Abwehrspieler, hauptsächlich als linker oder als zentraler Verteidiger eingesetzt, gewann mit dem CSD Colo-Colo drei Meisterschaften und absolvierte sieben Länderspiele für Chile.

## Karriere

### Verein
Raúl Muñoz, auch bekannt unter dem Spitznamen Redondo, begann seine Karriere in Curicó bei der Escuela Municipal Curicó von Luis Hernán Álvarez, die später in Juventud 2000 umbenannt wurde. 1993 debütierte der Defensivspieler bei Unión Santa Cruz in der zweiten Liga. 1994 wechselte er zu Ligakonkurrent Santiago Wanderers, mit denen er als Zweitligameister 1995 in die Primera División aufstieg.
1997 wechselte Muñoz zum Spitzenklub CSD Colo-Colo. Mit den Albos gewann er drei Meisterschaften. In der ersten Jahreshälfte wurde Muñoz an den spanischen Verein aus der Primera División CD Numancia verliehen. 2003 kehrte er nach Europa zurück und unterschrieb beim russischen Klub Krylja Sowetow Samara, für den er allerdings kein Ligaspiel absolvierte. Noch Mitte desselben Jahres wechselte Muñoz nach Mexiko zum San Luis FC. 2004 beendete er seine Karriere bei Audax Italiano im Alter von 29 Jahren und schlug eine neue Karriere als Anwalt ein.

### Nationalmannschaft
Raúl Muñoz debütierte in der chilenischen Nationalmannschaft unter Nelson Acosta beim Freundschaftsspiel im April 1997 gegen Brasilien, als er zur zweiten Spielhälfte für Javier Margas eingewechselt wurde. Bei der Copa América 1997 spielte er bei der 0:1-Niederlage gegen Paraguay. Chile beendete das Turnier als Gruppenletzter ohne Punkt.
Muñoz spielte zudem bei der Qualifikation für die Weltmeisterschaft 2002, für die sich La Roja nicht qualifizieren konnte. Das letzte Länderspiel absolvierte Muñoz im November 2003 bei der Qualifikation zur Weltmeisterschaft 2006 gegen Uruguay. Chile verlor mit 1:2 und qualifizierte sich ebenfalls nicht für das Endturnier in Deutschland. Raúl Muñoz absolvierte insgesamt sieben Länderspiele.

## Erfolge
Santiago Wanderers
- Chilenischer Zweitligameister: 1995

Colo-Colo
- Chilenischer Meister: 1997-C, 1998, 2002-C